# Syzygium lasianthifolium
Syzygium lasianthifolium är en myrtenväxtart som beskrevs av Ho Tseng Chang och Ru Huai Miao. Syzygium lasianthifolium ingår i släktet Syzygium och familjen myrtenväxter. Inga underarter finns listade i Catalogue of Life.